# Lei do ex
Lei do ex (ou também maldição do ex-jogador) é uma expressão futebolística brasileira usada pela mídia especializada e significa que um se um futebolista sair de um clube, no momento em que enfrentar o seu ex-clube, vem a marcar gols contra ela pela nova equipe.
A situação é comum e na edição de 2017 do Campeonato Brasileiro, por exemplo, em cinquenta ocasiões jogadores marcaram gol contra sua antiga equipe, sendo o Botafogo e o Cruzeiro aqueles que mais sofreram com a situação (sete gols por ex-jogadores, cada um).
O comentarista Marcelo Gonzatto a definiu como "uma das leis mais temidas no futebol" pois é "muito mais cruel do que qualquer revisão do VAR, bem pior do que tomar gol em impedimento" e, apesar de não escrita, tem por seu artigo primeiro que "todo ex-atleta de um clube, ao enfrentar sua antiga equipe, deverá marcar pelo menos um gol para cobrir de ódio e vergonha a torcida que antes o idolatrava" e ainda "parece que, quanto maior tiver sido o cartaz do jogador na equipe em que costumava atuar, melhor será seu desempenho contra o antigo empregador".
2 casos famosos da Lei do Ex ocorreram contra o Man United e o Ajax. Em 1974, Denis Law atuando pelo Man City, rebaixou  o seu ex-clube, o United. 
Johan Cruiff, o maior jogador holandês de todos os tempos, foi desprezado pelo Ajax no final da carreira e foi defender o rival Feyenoord . O histórico craque levou o clube de Roterdã aos títulos da primeira divisão e da copa da Holanda. Com direito a goleada contra o ex-clube ! 